# Calvert (Alabama)
Calvert è un census-designated place (CDP) degli Stati Uniti d'America situato nello stato dell'Alabama, diviso tra la contea di Mobile e la contea di Washington.